# Арка Септимія Севера

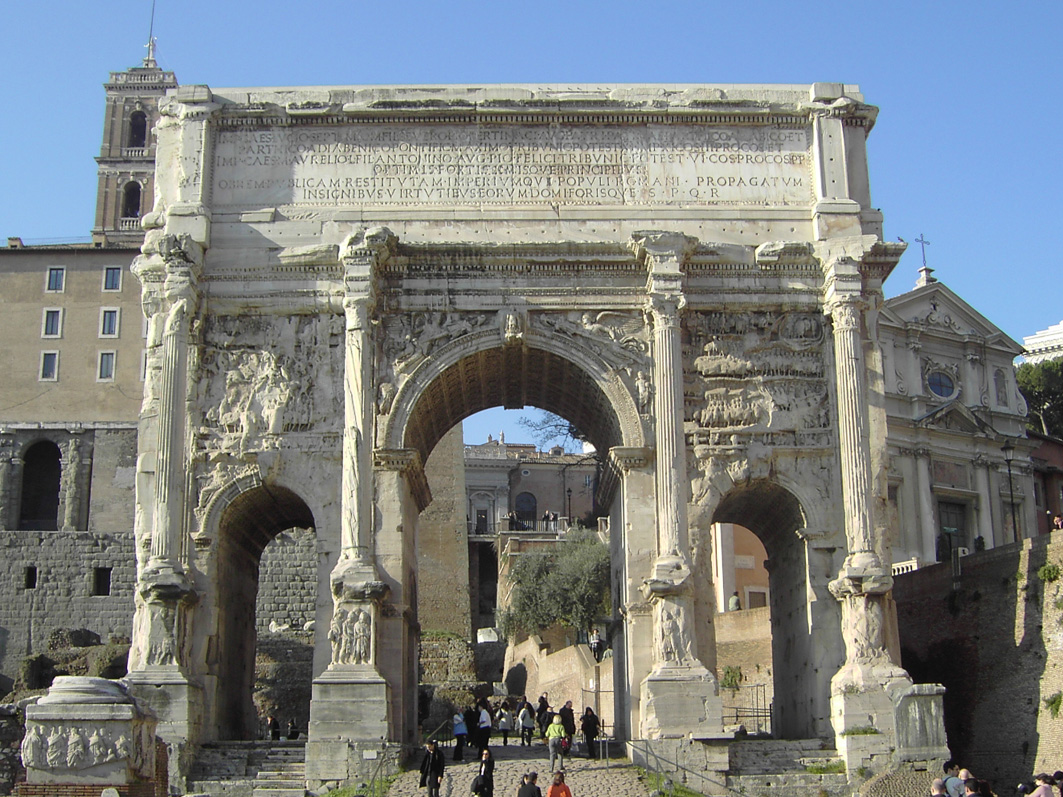
Тріумфальна арка Септімія Севера

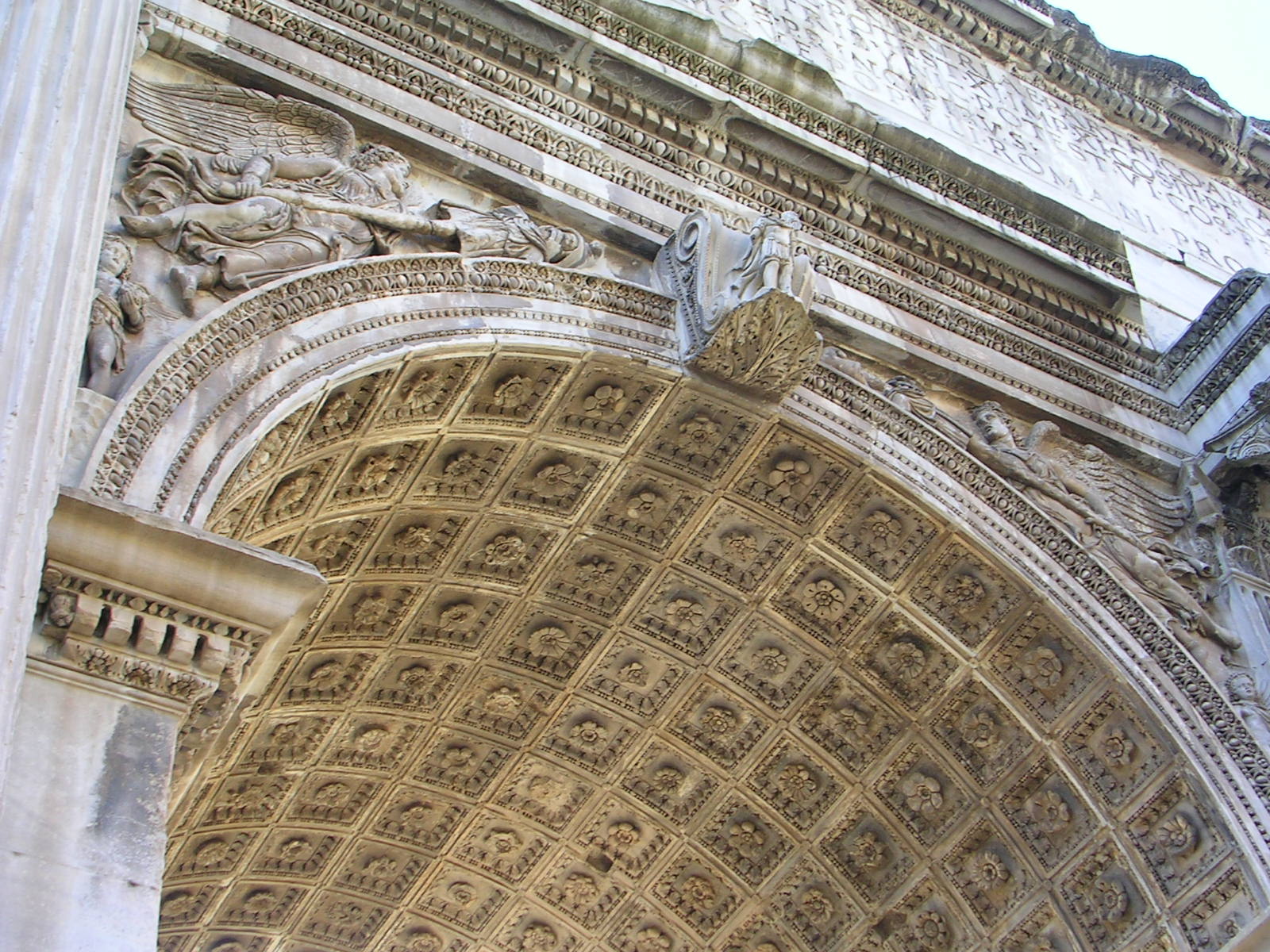
Центральний проліт арки

Тріумфальна арка Септимія Севера (італ. Arco di Settimio Severo) — триаркова арка, розташована в північній частині Римського Форуму між Курією і Ростра на стародавній Священній дорозі (Via Sacra). Побудована 205 року на честь перемог імператора Септимія Севера та його синів Каракалли та Ґети над Парфією в двох військових кампаніях 195–203.

## Опис
Висота арки становить 20,9 м, ширина 23,3 м, глибина — 11,2 м. Вона побудована з цегли та травертину, облицьована мармуровими плитами. Висота аттика — 5,6 м, у ньому розташовано 4 відділення, в які ведуть сходи. Центральний проліт арки має висоту 12 м і завширшки 7 м, бічні — висоту 7,8 м і завширшки 3 м; перед ними з боку Форуму знаходяться декілька ступенів. Всі три прольоти з'єднані проходами. Цей прийом застосовався в багатьох тріумфальних арках Нового часу. У давнину на арці перебувала квадрига зі статуями Септімуса Северуса, Каракалли і Гети. Саме в такому вигляді вона зображувалася на римських монетах. До наших днів квадрига не збереглася.

## Оздоблення
Найбільшими елементами декору арки є 4 рельєфи (розміром 3,92 на 4,72 м) із зображенням епізодів війни з Парфією. Розповідь починається з лівого рельєфу з боку Форуму, де зображується підготовка до війни, битва з парфянами, звернення імператора до легіонерів, битва з ворожим військом, очолюваним царем. На правому рельєфі зображено штурм Едеси, звернення імператора до військ, капітуляція царя Осроени Абгара, римська військова рада. З боку Капітолія зліва показана облога Селевкії і втеча парфян, а також урочистий вступ імператора у взяте місто. Праворуч — штурм Ктесифона, і виступ імператора перед військами біля стін захопленої ворожої столиці.
У пазухах склепіння центрального прольоту арки знаходяться рельєфи Вікторій, що летять над геніусами пір року. Бічні прольоти прикрашені уособленням річок. У підніжжях колон композитного ордеру містяться рельєфні зображення римських солдатів і полонених парфян.

## Галерея

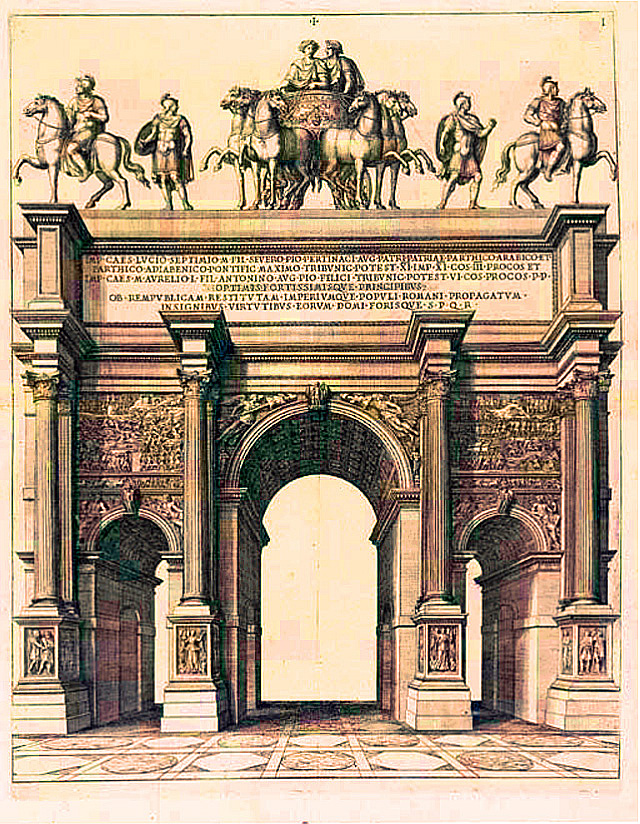
Гравюра, 1676
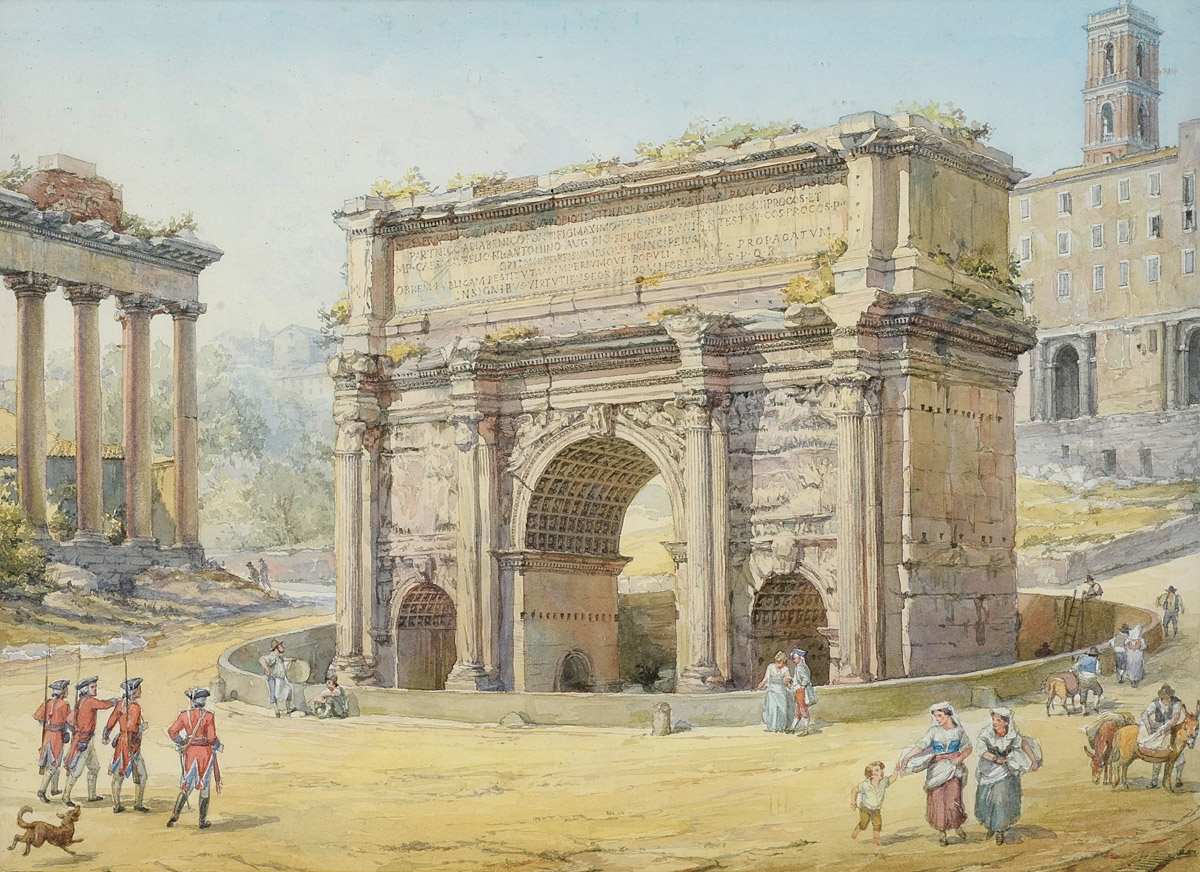
Гравюра, XIX століття
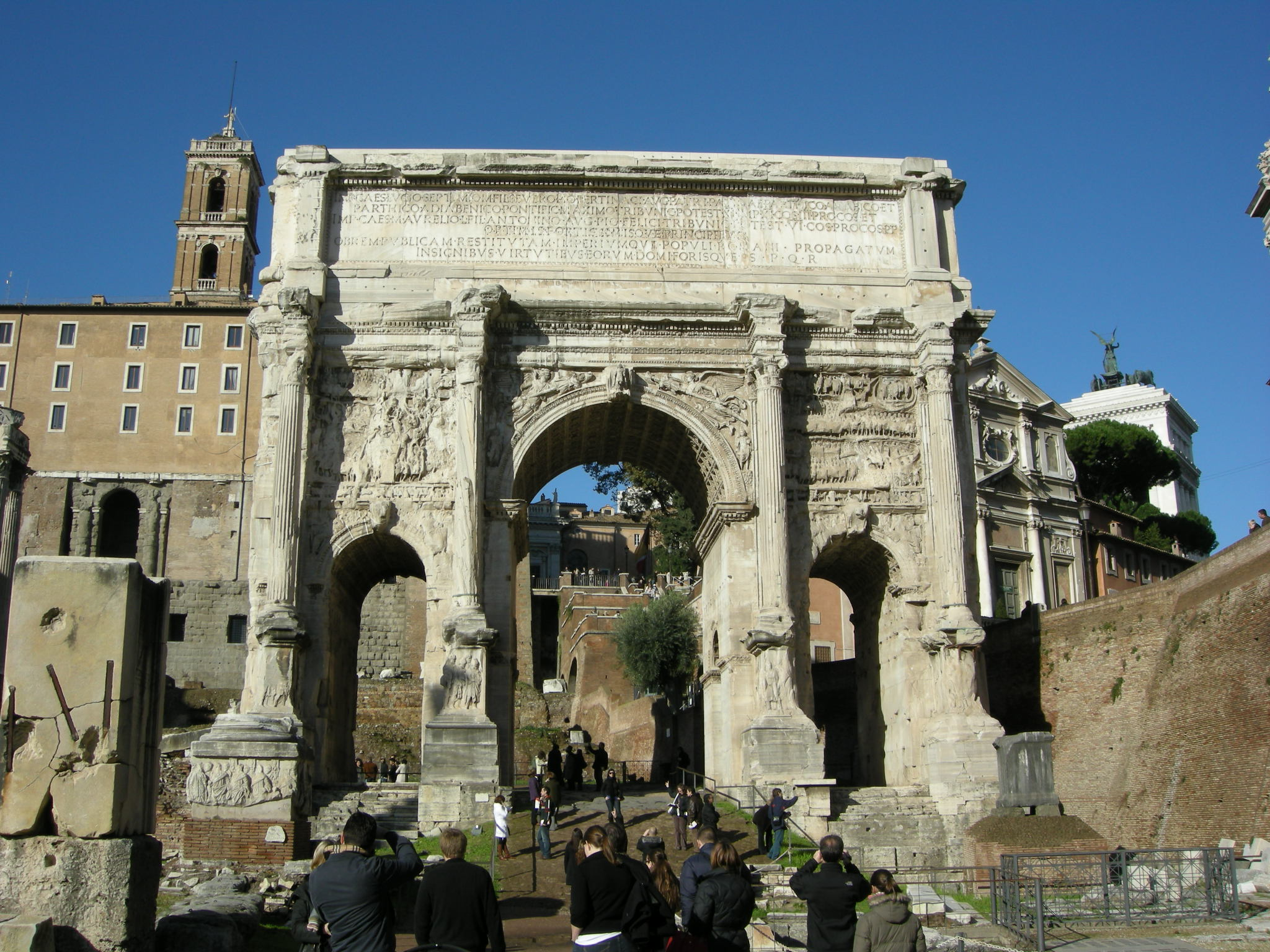
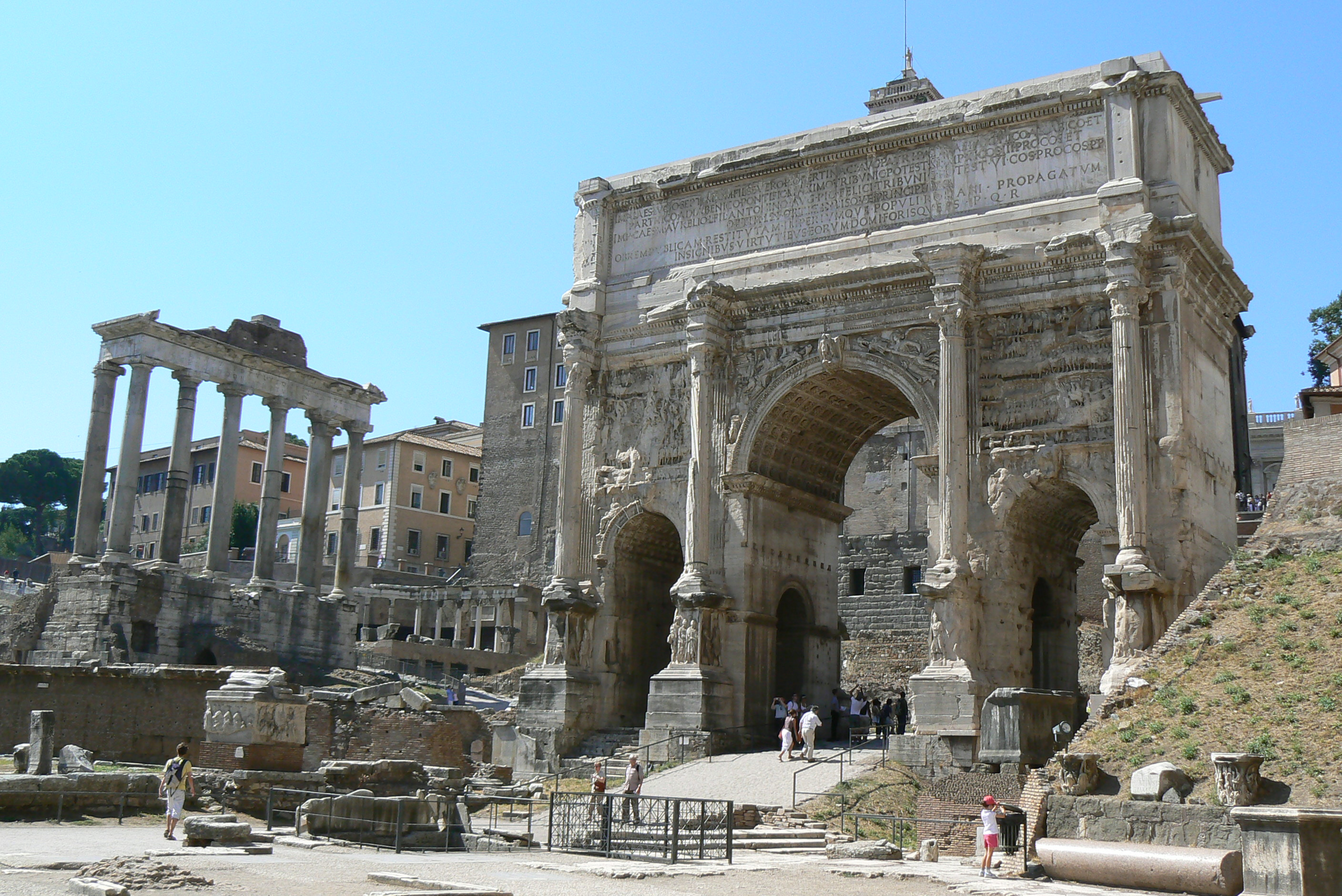
Арка з храмом Сатурна
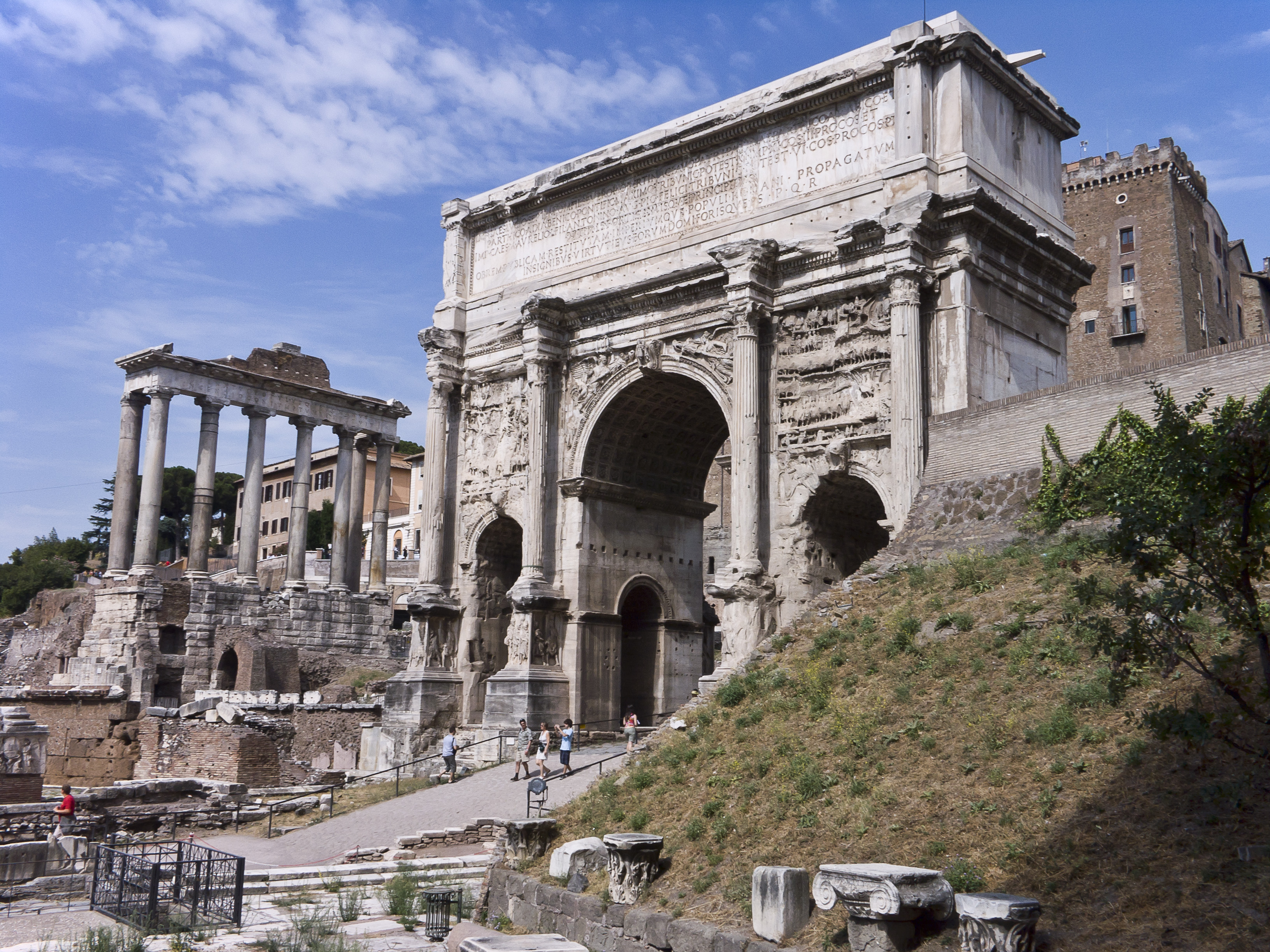
Арка з храмом Сатурна
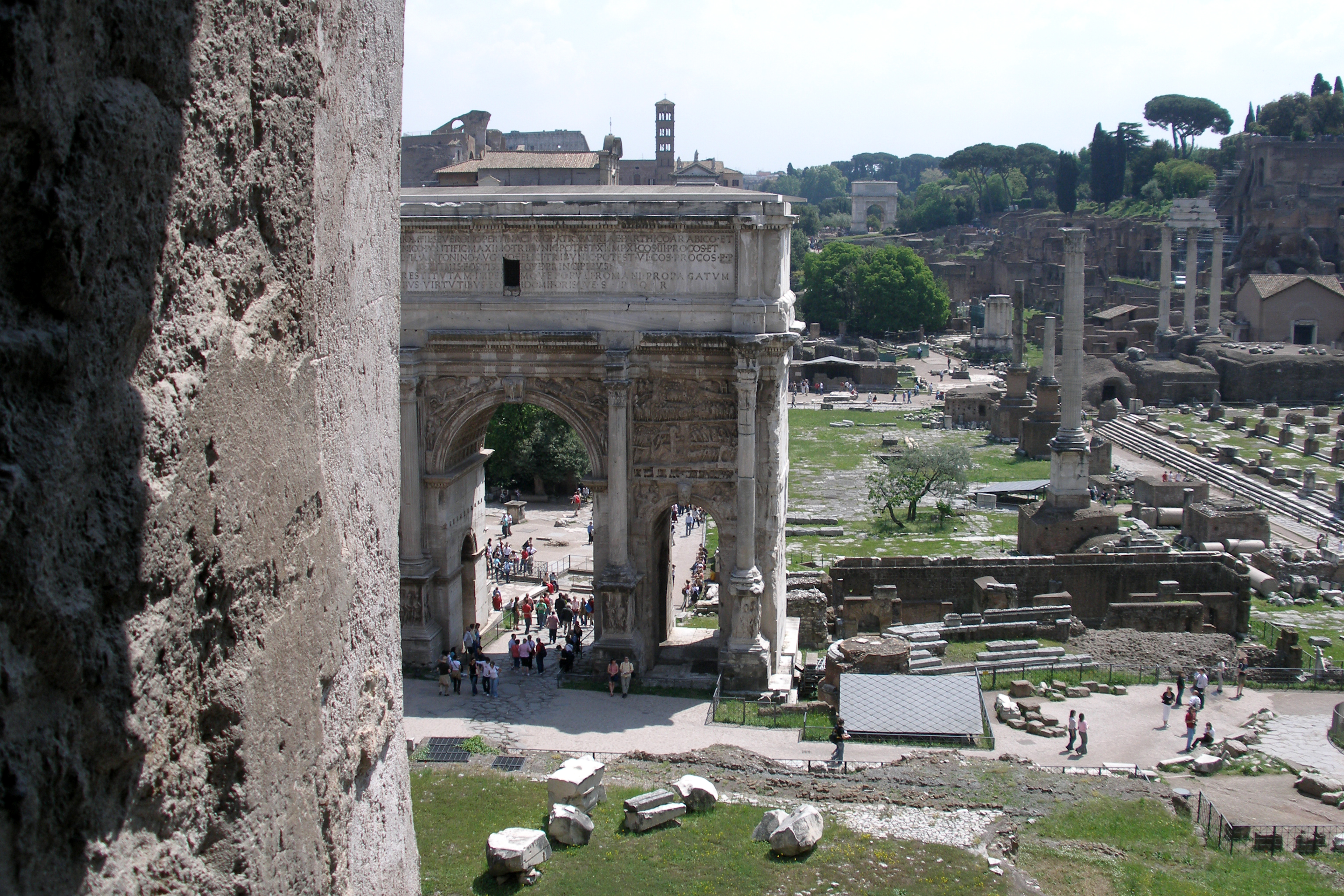
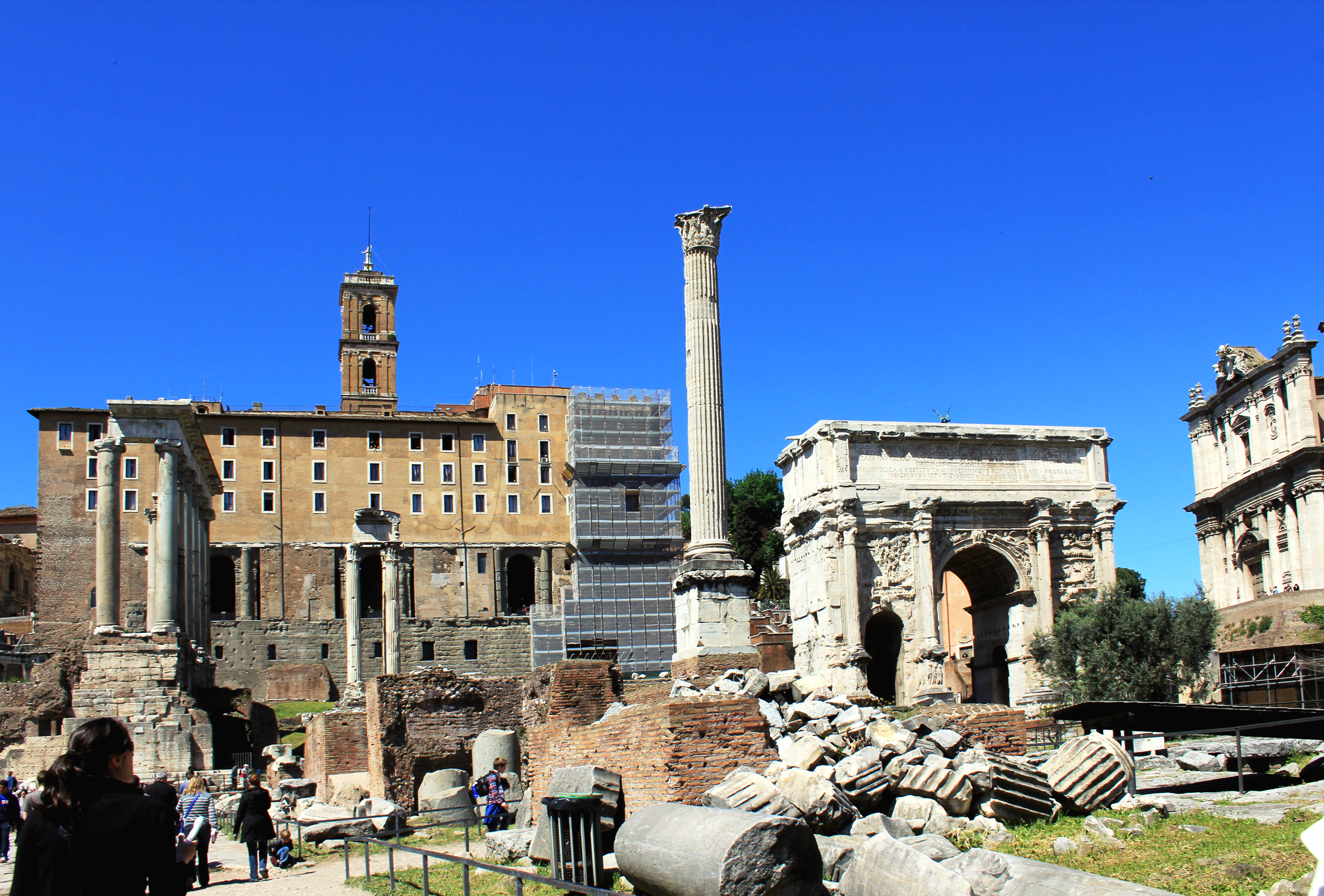
Колона Фоки
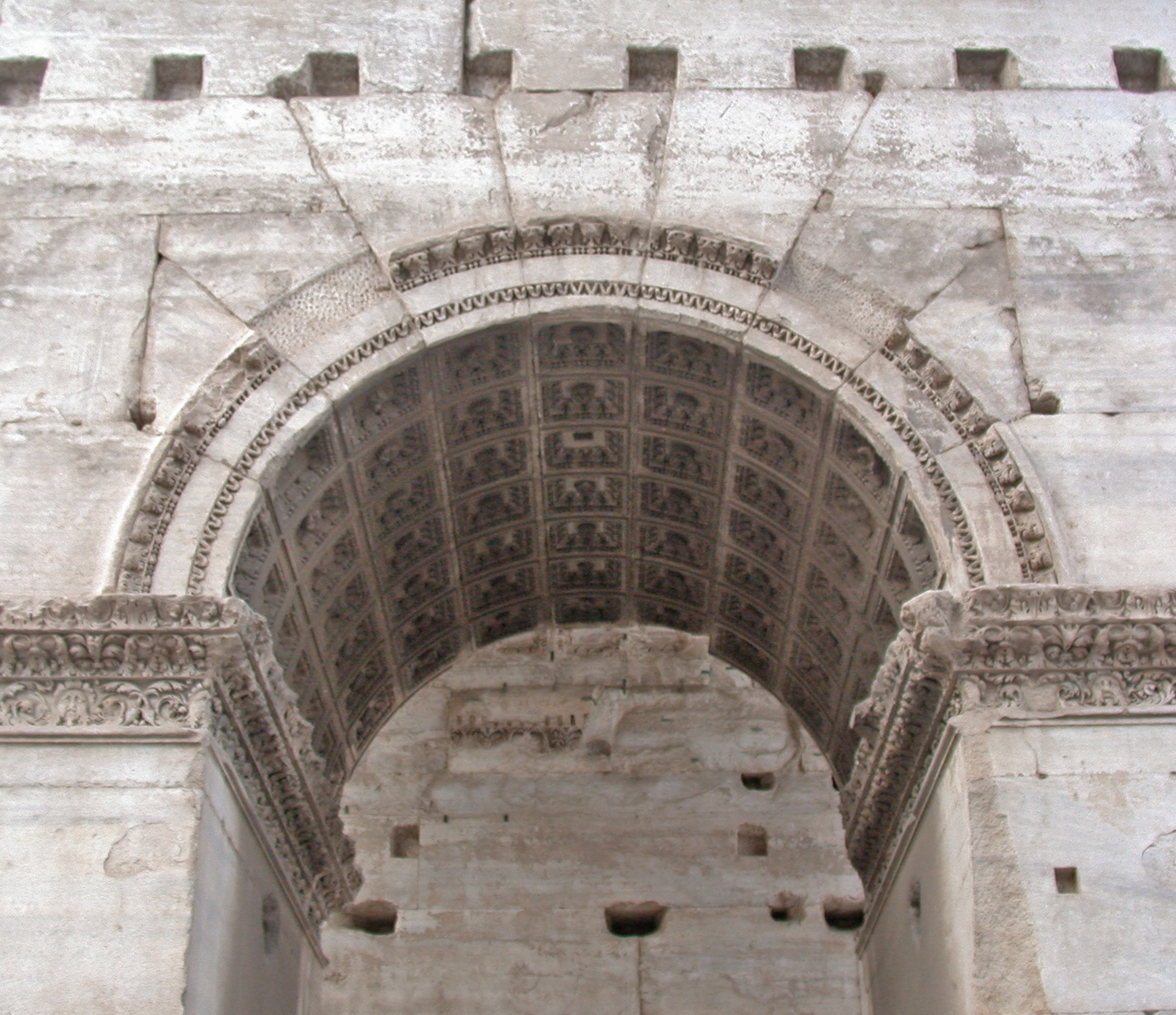
Центральний проліт арки
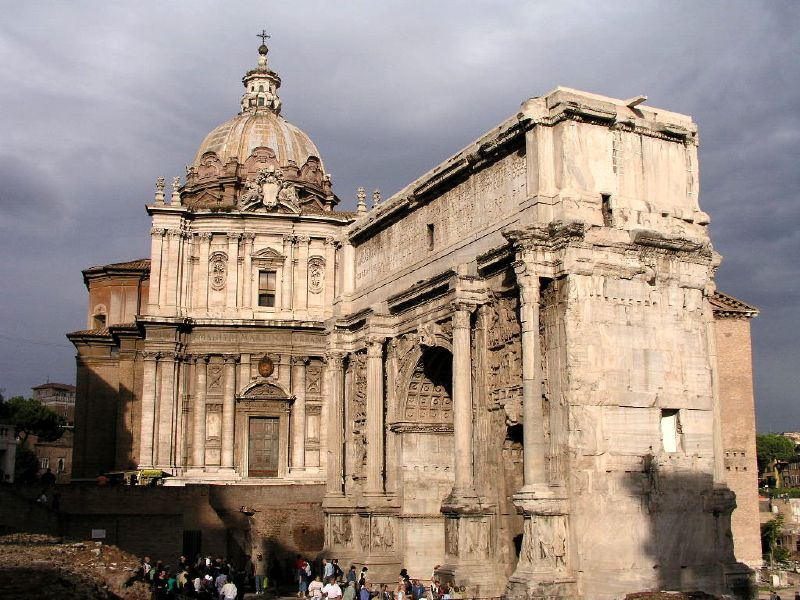
Церква св. Луки та Мартіна з аркою
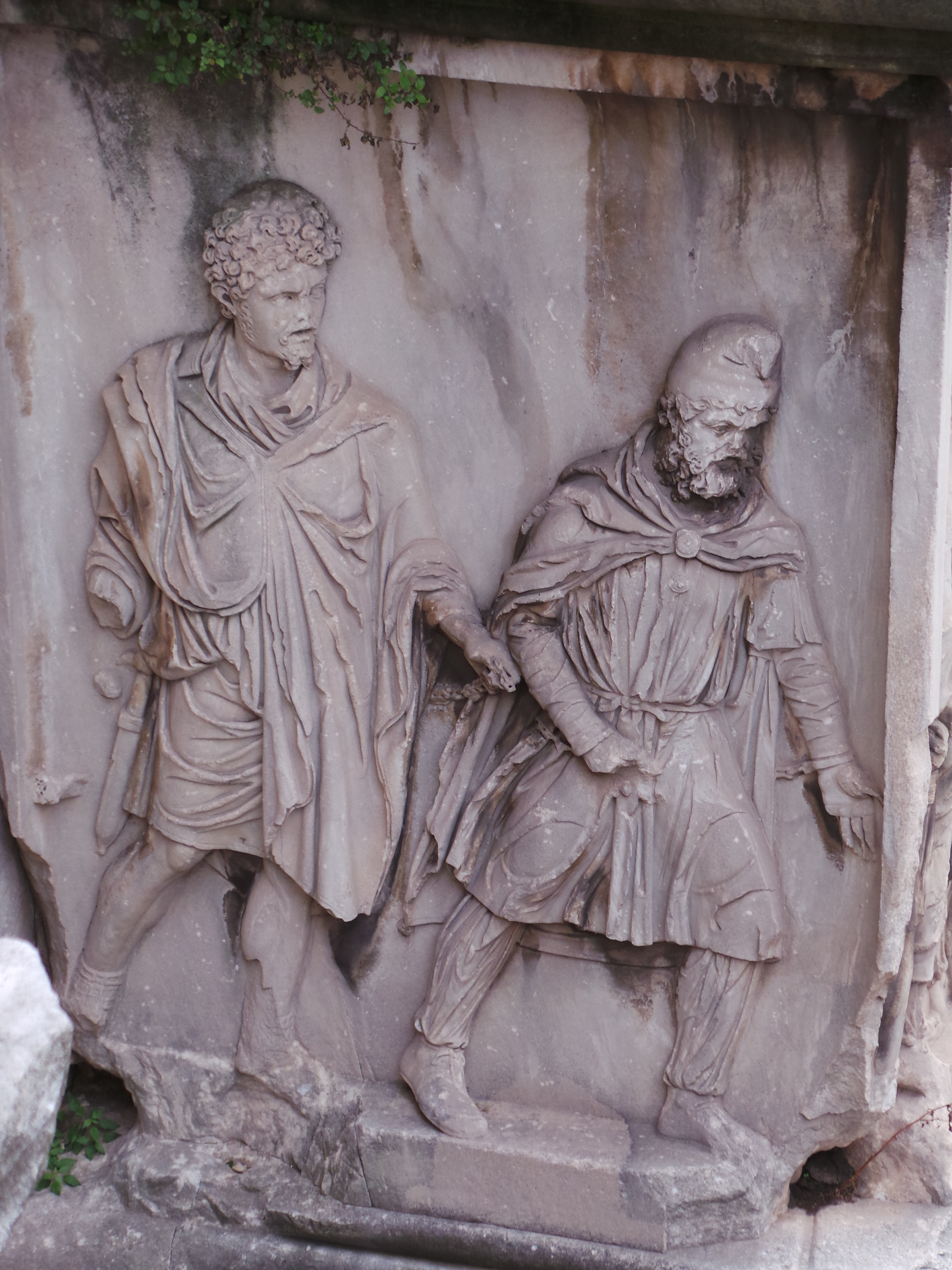
Деталь барельєфу
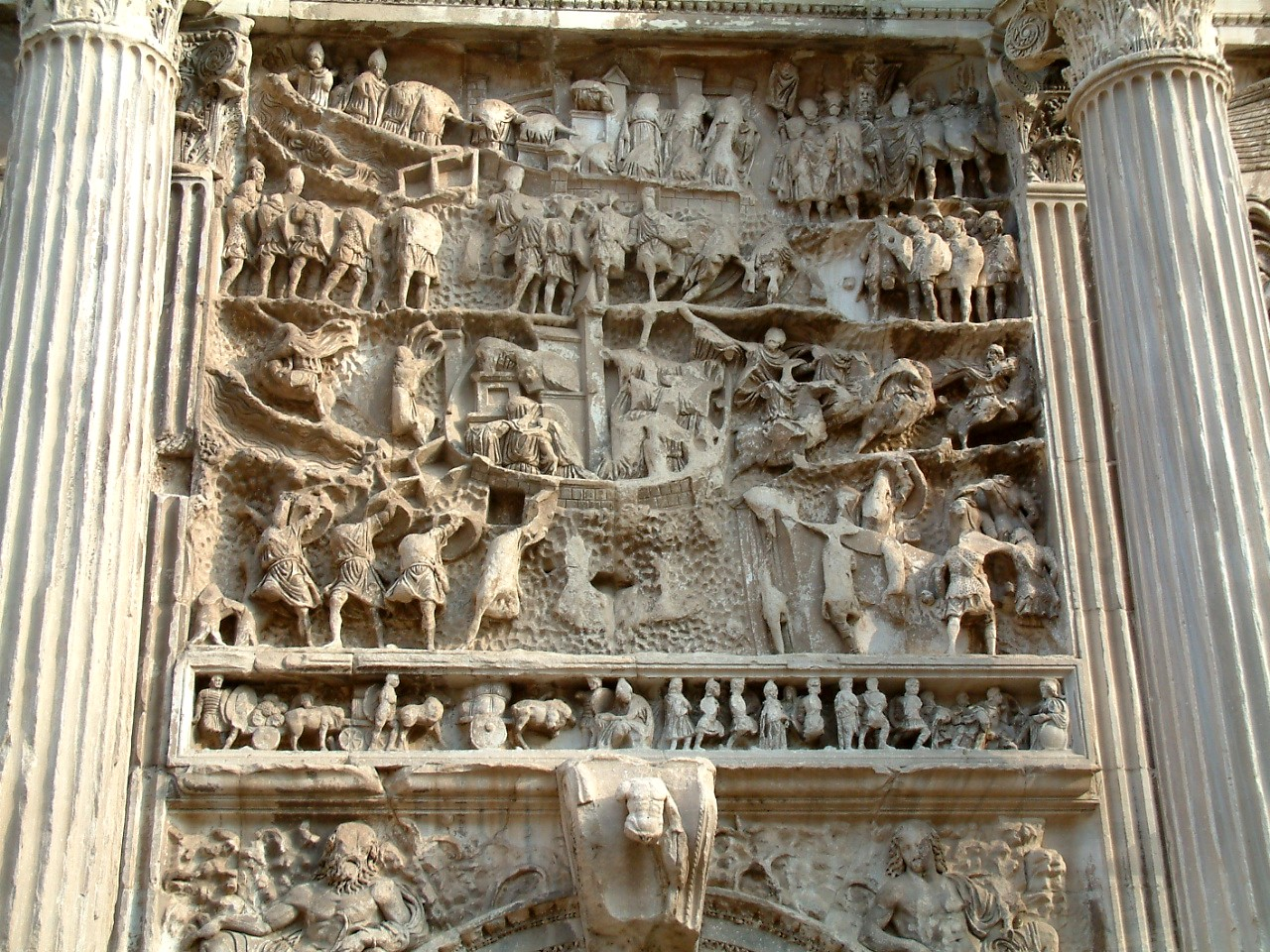
Деталь барельєфу. Облога Селевкії